# Panogena
Panogena là một chi bướm đêm thuộc họ Sphingidae.

## Các loài
- Panogena jasmini - (Boisduval 1875)
- Panogena lingens - (Butler 1877)